# Fabio Mancini (pilota)
Fabio Massimo Mancini (Empoli, 6 agosto 1958) è un pilota automobilistico italiano.
Tra i suoi titoli più recenti, Mancini ha vinto nel 2010 il Campionato Italiano GT (Classe GT Cup su Ferrari F430 gestita dal team Vittoria Competizioni) e l'International GT Sprint nel 2011 (su Ferrari 458 GT3 del team AF Corse).
Insieme a Niki Cadei, Fabio Mancini è stato il primo pilota a portare al successo la neonata Ferrari 458 Italia GT3.

## Carriera
- 1977 - Campione Italiano Karting 125 1° CTG
- 1979 - 2º Classificato Campionato Italiano Super Ford (3 vittorie)
- 1980 - 4º Classificato Campionato Italiano F.FIAT Abarth (4 vittorie), dopo una controversa squalifica senza la quale avrebbe vinto il titolo
- 1981 - Alterna gare di Formula 3 nel campionato italiano ed europeo
- 1982 - Ritorna in F.FIAT Abarth per mancanza di budget vincendo 2 gare
- 1983 - Gareggia in alcune gare di F.3 e prende parte al collaudo e allo sviluppo della nuova Arno F.3
- 1984 - Partecipa al Campionato Italiano di F.3 con la nuova e acerba Arno ottenendo buoni piazzamenti e partendo in prima fila 3 volte
- 1985 - Partecipa a due gare del campionato americano Can-Am vincendo a Lime Rock. Gareggia anche nell'europeo Renault Alpine e alle ultime 3 gare del Campionato Italiano di F.3 ottenendo altrettanti podi
- 1986 - 4º Classificato Campionato Italiano F.3
- 1987 - Campionato Mondiale Turismo con una BMW M3 della CiBiEmme e vince l'ultima gara di Silverstone
- 1988 | 1989 | 1990 - Gare sporadiche in F.3, Turismo e Prototipi
- 1991 - 2º Classificato nel Campionato Italiano Prototipi al volante di una Lucchini-Alfa
- 1992 - 1º Classificato nel Campionato Italiano Prototipi con una Osella gestita da Michelotto
- 1993 - 2º Classificato nel Campionato Italiano Prototipi con una Osella gestita da Michelotto
- 1994 - Passa alle vetture GT con la sperimentale Ferrari 348 GTE costruita da Michelotto e, in coppia con Massimo Monti, riesce a rompere l'egemonia Porsche nelle gare GT che durava da anni. Partecipa anche alla 24 Ore di Le Mans dove si ritira per un guasto quando era 2º
- 1995 - Campionato BPR con la Ferrari F40 GTE preparata da Michelotto. Ottiene la pole position alla 24 Ore di Le Mans
- 1996 - Campionato IMSA negli Stati Uniti con una Osella-BMW
- 1997 - Inizia la collaborazione con la Tampolli costruita dall'Ing.Tomaini
- 1998 - 1º Classificato nel Campionato Europeo Prototipi al volante della Tampolli
- 1999 - Gare sporadiche in GT, tra cui la 24 Ore di Daytona
- 2000 - Campionato FIA GT con una Porsche 911 GT3-R, 1 vittoria a Zeltweg
- 2001 - Campionato FIA GT con una Porsche 911 GT3-R
- 2002 - 2º Classificato nel Campionato del Mondo Prototipi SR2
- 2003 - 3º Classificato nel Campionato del Mondo Prototipi SR2
- 2004 | 2005 | 2006 - Gare sporadiche con Prototipi nella Le Mans Series
- 2010 - 1º Classificato nel Campionato Italiano GT (classe GT Cup) su Ferrari 430 GT Cup preparata da Vittoria Competizioni
- 2011 - 1º Classificato nell'International GT Sprint Series (classe GTS3) su Ferrari 458 Italia GT3 preparata da AF Corse

## Altre Attività
Nel 1988 Fabio Mancini inizia l'attività di istruttore per Porsche Italia; l'anno successivo collabora anche con Volvo e BMW. Dal 1990 è con il "Centro Internazionale di Guida Sicura" diretto da Andrea De Adamich (istruttore per Alfa Romeo, Ferrari e Maserati).
Negli ultimi anni Fabio ha collaborato con l'emittente televisiva SKY come commentatore per le gare del DTM e del Ferrari Challenge Italia.
Diventa collaudatore Dallara per la vettura "Stradale".